# Peripatidae
Peripatidae é uma família de Onychophora com animais relativamente derivados. Distribuição circuntropical (Malásia, Bornéu, bacia do Congo, Índias Ocidentais, centro do México, América Central e norte da América do Sul). Possuem mais pernas que os da família Peripatopsidae (22 a 43 pares). Órgãos coxais presentes, glândulas crurais apenas nos machos. Glândulas salivares com reservatório. Gonóporo localizado entre o penúltimo par de pernas; ovários com óvulos endógenos. Alguns com placenta.

## Gêneros
- Cerradopatus (1 espécie)
- Eoperipatus (5 espécies)
- Epiperipatus (24 espécies)
- Heteroperipatus (2 espécies)
- Macroperipatus (6 espécies)
- Mesoperipatus (1 espécie)
- Oroperipatus (17 espécies)
- Peripatus (17 espécies)
- Plicatoperipatus (1 espécie)
- Principapillatus (1 espécie)
- Speleoperipatus (1 espécie)
- Typhloperipatus (1 espécie)
- Nomina dubia (9 espécies)Predefinição:Quais?

## Gênero fóssil
- Cretoperipatus (1 espécie)